# Макивара

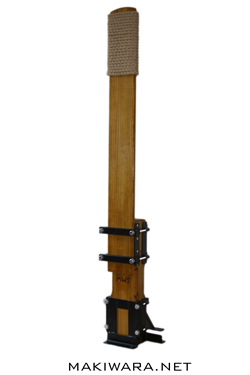
Макивара

Макива́ра (яп. 巻藁, «скатанная солома») — тренажёр для отработки ударов, представляющий собой связку из соломы, прикреплённую к упругой доске, вкопанной в землю. Применяется в контактных единоборствах и стрельбе из лука.

## Конструкция
Первоначально макивара представляла собой обычный сноп рисовой соломы, крепко перевязанный верёвкой. Подобными макиварами пользовались ещё в XVIII веке. Однако, к эпохе расцвета тотэ (окинава-тэ), наступившего столетие спустя, способ изготовления макивары существенно изменился.
В землю вкапывалась, обкладывалась камнями, замазывалась глиной и таким образом укреплялась доска, которая утончалась к верхнему концу и благодаря этому могла хорошо пружинить. Затем доска крепко обвязывалась несколькими слоями рисовой соломы. В течение долгих тренировок боец сбивал их слой за слоем, макивара становилась все жёстче, пока боец не начинал бить просто по голой доске.

## Современность
В настоящее время под наименованием «макивара» продаются тренажёры самых разных типов для отработки ударов, в том числе и настенные подушки, набитые резиновой крошкой, поролоном или отходами текстиля. Большинство современных макивар удерживаются руками, и имеют прямоугольную или круглую форму. Толщина макивар колеблется от 60 до 180мм. 

## Потенциальный вред
Тренировки с макиварой требуют внимания и наблюдения со стороны опытного инструктора, так как при неправильной работе может развиться склерозирование полулунной кости лучезапястного сустава, а постоянно повторяющиеся микротравмы мышц, сухожилий и суставов могут привести к артриту и другим осложнениям костей. Поэтому начинающим спортсменам нужно работать в тонких снарядных перчатках, а сам боек (место для удара) должен быть одновременно мягким и упругим, чтобы не травмировать суставы ученика.[Источник?]